# Reinmar Henschke
Reinmar Henschke (* 17. Juni 1959 in Halle (Saale)) ist ein deutscher Pianist und Komponist. Er arbeitet in den Bereichen Jazz, Rock, Improvisierte Musik, sowie Theater- und Filmmusik.

## Biografisches
Henschke erhielt mit sechs Jahren seinen ersten Klavierunterricht. An der Kirchenmusikschule in Halle bekam er Kirchenorgelunterricht. Obwohl er die Aufnahmeprüfung im Fach Orgel an der Musikhochschule Leipzig bestand, entschied er sich für ein klassisches Klavier- und Kompositionsstudium an der Hochschule für Musik und Theater „Felix Mendelssohn Bartholdy“ Leipzig. 1981 beendete er sein Studium und begann als Berufsmusiker zu arbeiten. In den 1980er Jahren lebte Henschke in Weimar. Hier war er Mitglied der Band Prima Klima, aus der später das Acoustic Art Trio hervorging. Henschke war mit Schlingelhof&Band auf Tournee in Polen, Ungarn und der ČSSR und wurde 1987 Preisträger des Jazz-Pianisten-Wettbewerbs in Kalisz (Polen). Sein Interesse für Theater zu komponieren, schlug sich in dieser Zeit in Musiken für Bühnen in Leipzig (Der kleine Prinz), Weimar (Kikerikikiste) und Döbeln (Der Fuchs und die Trauben) nieder.
Durch Kontakte zur Berliner Jazz-Szene ergab sich die Zusammenarbeit mit Jens Saleh und Mario Würzebesser, mit der Sängerin Pascal von Wroblewsky und dem Saxophonisten Volker Schlott. Seit 1989 lebt Henschke in Berlin. Neben seiner Tätigkeit als Musiker ist er an der Musikschule Kreuzberg/Friedrichshain als Klavierlehrer tätig. Mit Saleh und Würzbesser unternahm er 1990 eine Tournee durch Schweden und nahm die Platte Interlude auf. Es folgte eine große Westafrika-Tournee mit Pascal von Wroblewsky und Thomas Klemm. 1994 komponierte er sein Percussions Projekt für Perkussion, Cello und Jazztrio für das Kunstfest Weimar. Es folgten ein Auftritt mit Pascal von Wroblewsky und Falk Breitkreuz beim Jazzfestival in Peking und die Musik für den Dokumentarfilm Traumziele Japan (1995). Die Zusammenarbeit mit Ulla Meinecke von 1997 bis 2002 brachte viele Auftritte in Deutschland, Österreich und der Schweiz. Weiterhin schrieb er immer wieder Musik zu Filmen und Theater, führt eigene Projekte mit seinem Trio mit Paul Kleber, Bass, und Rainer Winch, Schlagzeug, durch und arbeitet mit Volker Schlott und Bernhard Meyer, Bass. Seit 2010 tritt Reinmar Henschke außerdem mit der Nina-Hagen-Rockband und anderen Musikern aus der Rock- und Jazz-Szene auf.
Henschke hat viele Aufnahmen in verschiedenen Formationen unter eigenem Namen veröffentlicht und bei ebenso vielen mit anderen Musikern verschiedener Genres mitgewirkt.

## Diskografie (Auswahl)
- 1988: Schlingelhof & Band (Amiga)
- 1992: Interlude mit dem Acustic Art Trio (acustic music records)
- 1993: Influence Henschke & Schlott (acustic music records)
- 1995: Speak Low mit Pascal von Wroblewsky (eja records)
- 1995: Give & Take mit Pascal von Wroblewsky (eja records)
- 2001: Opus Kammerorchester Berlin (Kreuzberg Records)
- 2002: Die Luft ist rein Ulla Meinecke & Band (Sony)
- 2005: vansinn solo (K.B. Records)
- 2005: Café Thiossane Henschke & Schlott (Ozella Music)
- 2009: On Air Reinmar Henschke Studio Projekt (Ozella Music)